# إيثيل البنزين
ايثيل البنزين هو مركب عضوي على هيئة سائل شديد الاشتعال وعديم اللون ذو رائحة تشبه رائحة البنزين وهذا المركب الهيدروكربوني العطري يعتبر أحادي الحلق ومهم في صناعة البتروكيماويات باعتباره وسيط في إنتاج مادة الستايرين وهي المادة الاساسية لصناعة البوليستيرين وهي المادة البلاستيكية الشائعة 